# Следствие ведут ЗнаТоКи. С поличным

Кадр из фильма.
« — Чего ты ко мне привязался? Чего добиваешься?
— Справедливости, Силин.»
Силин — С. Чекан, Знаменский — Г. Мартынюк

«Следствие ведут ЗнаТоКи. С поличным» — детективный телефильм 1971 года, третий из серии фильмов «Следствие ведут ЗнаТоКи».

## Сюжет
При попытке кражи на складе промтоваров задержан недавно освободившийся Силин, отбывавший наказание за нанесение в пьяном виде побоев контролёру в электричке. Преступник — крупный, сильный и по-своему неплохой человек, с твёрдыми понятиями о чести и дружбе, но интеллектуально неразвитый и доверчивый. Силин упорно твердит, что действовал в одиночку, но всё говорит о том, что у него были сообщники, которые знали, что его схватят, и были уверены, что он их не выдаст. Как говорит Знаменский, «Если бывают заблудшие овцы, то Силин — заблудший мамонт».
Знаменский пытается понять, кого и почему покрывает Силин, Томин ищет контакты Силина в уголовной среде. Из беседы с начальником охраны ограбленного склада Знаменский узнаёт, что сигнализация, которую повредил Силин, не будет работать ещё несколько дней: обслуживающий склад монтёр лежит в больнице, избитый неизвестными хулиганами, его сменщик в отпуске, а допускать к ремонту кого-либо другого инструкции по безопасности запрещают. А на склад скоро привезут дорогие меха. Тем временем Томин выходит на двух подозрительных личностей, которые готовят крупную кражу. Один из сообщников, рецидивист по кличке Башка, отбывал наказание вместе с Силиным и в колонии взял его под защиту, запретив уголовникам издеваться над ним. Картина складывается: Башка использовал Силина как «таран», чтобы на пару дней нарушить работу сигнализации и почти без риска совершить кражу ценного товара.
Знаменскому удаётся убедить Силина, что сообщники его намеренно подставили, и тот, наконец, соглашается давать показания. Но изобличить преступников на одних показаниях Силина не удастся, приходится брать их с поличным: на складе устраивают засаду, в которую попадают Башка и его подручный Костя.

## Съёмки
В этой серии Знаменский участвует в аресте преступников и в первый и последний раз за все серии цикла направляет на преступника пистолет.
Начиная с этой серии у Кибрит меняется прическа с легкомысленной «бабетты» на скромное каре.
У Ольги и Александра Лавровых нет самостоятельного рассказа о данном деле, оно описано в рассказе «Чёрный маклер». В рассказе дело Силина вёл другой следователь — Леонидзе, а основную роль в раскрытии кражи играл Томин, причем внедряться в преступную среду ему не пришлось.

## Роли и исполнители
- Георгий Мартынюк — Знаменский
- Леонид Каневский — Томин
- Эльза Леждей — Кибрит
- Станислав Чекан — Силин Степан Корнеевич/«Комод»
- Сергей Жирнов — Стромов Сергей Васильевич/«Башка»
- Светлана Алексеева — Родионова Галина, невеста Силина
- Александр Хотченков — Костя
- Ирина Кириченко — официантка Лида
- Нина Попова — директор пивного бара
- Геннадий Сергеев, Юрий Румянцев — посетители бара
- Анатолий Васин — начальник охраны
- Николай Серебренников — Леонов Николай Иванович, сторож
- Валентина Мартынюк — дежурная в тюрьме
- Кирилл Глазунов — конвоир